# پادگان مونکادا
پادگان مونکادا (انگلیسی: Moncada Barracks) سربازخانه نظامی در سانتیاگو د کوبا بود که به نام ژنرال گیلرمون مونکادا قهرمان جنگ استقلال کوبا نامگذاری شد. در ۲۶ ژوئیه ۱۹۵۳، این پادگان مورد حمله مسلحانه گروه کوچکی از انقلابیون به رهبری فیدل کاسترو قرار گرفت. این حمله مسلحانه به عنوان آغاز انقلاب کوبا به‌طور گسترده پذیرفته شده‌است. تاریخی وقوع این حمله در ۲۶ ژوئیه، توسط کاسترو به عنوان نام جنبش انقلابی وی یعنی جنبش ۲۶ ژوئیه پذیرفته شد که سرانجام دیکتاتوری فولخنثیو باتیستا ثالدیوار را در ۱۲ ژانویه ۱۹۵۹ سرنگون کرد.

## آماده‌سازی
تقریباً همه پیروان فیدل کاسترو از پارتیدو ارتدوکس و از جوانان و طبقه متوسط پایین یا طبقه کارگر بودند. فقط ۴ نفر از ۱۶۰ شورشی فارغ‌التحصیل دانشگاه بودند و بیشتر آنها فقط تحصیلات ابتدایی داشتند. از ۱۳۷ شورشی که سن آنها مشخص است، همانند فیدل کاسترو میانگین سنی‌شان ۲۶ سال بود. ۹ شورشی در سن نوجوانی بودند، ۹۶ نفر در بیست سالگی، ۲۷ نفر در سی سالگی و پنج نفر بیش از ۴۰ سال داشتند. ترکیب آفریقایی-کوبایی این گروه به دو سیاه‌پوست و ۱۲ مولاتو محدود شده بود، تا حدی به این دلیل که اکثر کوبایی‌های دو نژاد در سمت باتیستا شناسایی می‌شوند، که خون مختلط داشتند. کاسترو از استخدام در بین روشنفکران، که بیشتر برای به چالش‌کشیدن ایده‌های خود استفاده می‌کردند، خودداری می‌کرد.
شب قبل از حمله، این افراد در مزرعه‌ای در سیبونی جمع شدند و در آنجا به آنها گفته شد که هدف چیست. این طرح برای تأمین امنیت پادگان‌ها و به دست آوردن سلاح‌های انبار شده ارتش، همچنین برای پخش پیامهای جعلی به مدت چند ساعت با استفاده از تجهیزات ارتباطی داخل ساختمان برای گیج کردن ارتش بود. در این میان، سلاح‌ها برداشته شده و در سراسر شهر پنهان می‌شوند تا در ادامه مبارزه استفاده شوند، و ایستگاه رادیویی سانتیاگو نیز برای پخش سخنرانی‌های ادواردو چیباس، به منظور بسیج عموم مردم، با هدف نهایی سقوط دولت باتیستا، بکار گرفته می‌شوند.

## حمله

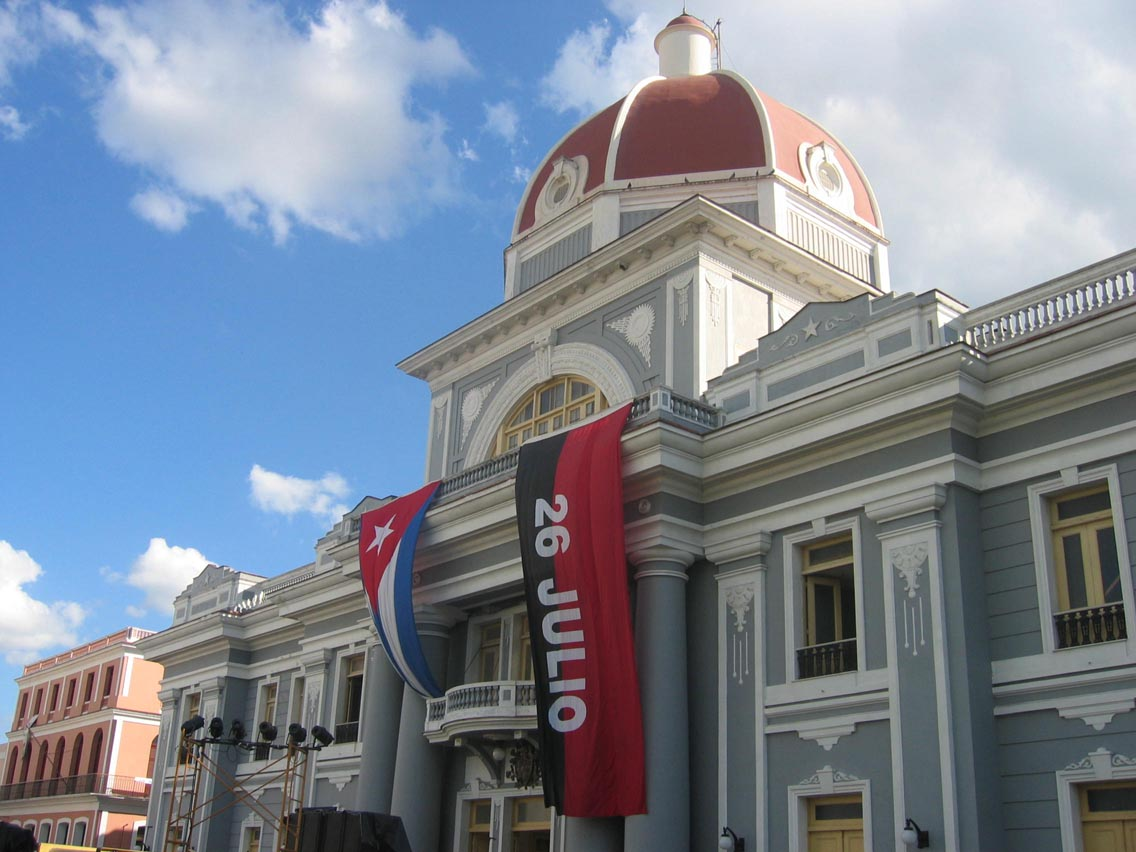
به یادبود حمله مونکادا

در ۲۶ ژوئیه سال ۱۹۵۳، ساعت ۵ صبح، فیدل کاسترو گروهی از ۱۳۵ شورشی را رهبری کرد (با ۲۴ نفر دیگر که قصد داشتند پادگان را در بایامو تصرف کنند)، از جمله برادرش رائول کاسترو، در حمله به دومین پادگان نظامی بزرگ به فرماندهی سرهنگ آلبرتو دل ریو چاویانو. این گروه یک کاروان با ۱۶ اتومبیل تشکیل دادند تا وانمود کنند این کاروان هیئتی به سرپرستی یک افسر بلندپایه است که از غرب کوبا می‌آید. برنامه آن‌ها این بود که یک گروه اول متشکل از ۲۰ نفر به سرپرستی آبل سانتاماریا، بیمارستان غیرنظامیان را در پشت پادگان را بگیرند، یک گروه دوم پنج نفره به سرپرستی لستر رودریگز، ساختمان کاخ دادگستری را تصرف می‌کرد، و یک گروه سوم از ۹۰ نفر به سرپرستی کاسترو، پادگان و منجمله فرستنده رادیویی درون آن را می‌گرفتند.

## محاکمه
دادگاه اضطراری سانتیاگو ۱۲۲ نفر را در پرونده ۳۷ سال ۱۹۵۳ متهم کرد که برای قیام ۲۶ ژوئیه محاکمه شوند. از ۹۹ بازمانده شورشی که دستگیر شدند، ۵۱ نفر برای محاکمه بازگردانده شدند. ۶ شورشی متهم همچنان مخفی ماندند. ۶۵ متهم دیگر که در مواردی در نقاط مختلف جزیره درگیر بوده‌اند، بیشتر رهبران سیاسی بودند و فعالان مخالف که در شورش شرکت نداشتند. ۱۵ نفر از آن‌ها، از جمله رئیس‌جمهور مخلوع کارلوس پریو سوکاراس، اورلیانو سانچز آرانگوخوزه پاردو للادا و رهبر کمونیست بلاس روکا، مخفی یا در تبعید بودند و هرگز به دادگاه مراجعه نکردند. دادگاه در کاخ دادگستری سانتیاگو کوبا در ۲۱ سپتامبر ۱۹۵۳ آغاز شد و در ۶ اکتبر ۱۹۵۳  بعد ار یازده جلسه پایان یافت، پس از شنیدن اتهامات از سوی متهمان، از آنها خواسته شد تا از طرف خود شهادت دهند. وکلای دادگستری توسط ۲۴ وکیل ارائه شده بودند.
سپس دادگاه كاسترو را از دادگاه جدا كرد و به او دادگاه جداگانه داد. نوزده شورشی بر اساس کمبود شواهد و شهادت دروغ آنها بی‌گناه شناخته شدند. رهبران اعتراف شده رائول کاستر، اسکار آلکالده، پدرو میرت و ارنستو تیزول را به ۱۳ سال زندان محکوم کردند. ملباس هرناندز رودریگز دل ری و هایدی سانتاماریا هفت ماه محکوم شدند زیرا هرگز اثبات نشده بود که آن‌ها اسلحه کار می کردند.

## عواقب
دو سال بعد، در سال ۱۹۵۵، گروهی از مادران زندانیان کارزار آزادی کاسترو و دیگر شورشیان که با او زندانی بودند را آغاز کردند. با افزایش حمایت مردمی از شورشیان و مخالفت با حکومت باتیستا، گروهی از رهبران سیاسی، سردبیران و روشنفکران در فراخوان عمومی خواستار آزادی زندانیان سیاسی شدند. در آن سال، کنگره کوبا لایحه‌ای را تصویب کرد که به زندانیان سیاسی عفو عمومی داد. پس از امضای باتیستا، ۳۰ شورشی زندانی آزاد شدند. آنها ۲۲ ماه را در زندان گذرانده بودند.